# Leptotarsus (Tanypremnodes) leucoplaca
Leptotarsus (Tanypremnodes) leucoplaca is een tweevleugelige uit de familie langpootmuggen (Tipulidae). De soort komt voor in het Neotropisch gebied.